# Mayor Guillén de Guzmán
Mayor Guillén de Guzmán (1205-Alcocer, 1262) fue una noble castellana, señora de Alcocer, Salmerón, Viana de Mondéjar, Palazuelos y Valdeolivas. Fue amante del rey Alfonso X y madre de Beatriz de Castilla, reina consorte de Portugal y Dos Algarves.

## Vida

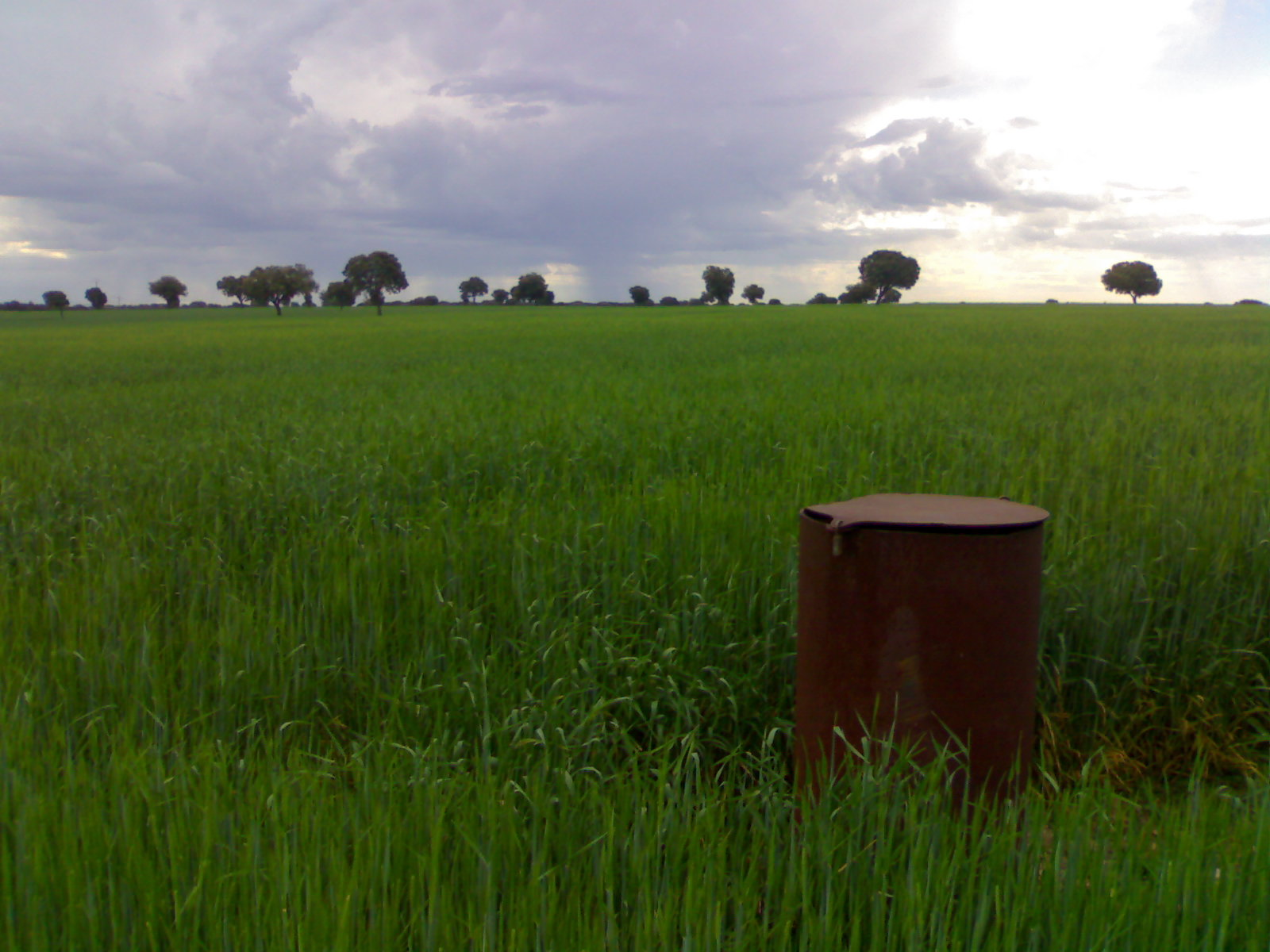
Paisaje en La Alcarria donde Mayor recibió varias propiedades del rey Alfonso X

Nació en el seno de la casa de Guzmán, una de las familias de ricoshombres de la corte del rey Fernando III de Castilla. Era hija de Guillén Pérez de Guzmán y de su parienta María González Girón, hija de Gonzalo Rodríguez Girón y de su primera mujer Sancha Rodríguez. Tuvo por lo menos dos hermanos: Pedro Núñez de Guzmán, primer adelantado mayor de Castilla y padre de Alfonso Pérez de Guzmán el Bueno; y Nuño Guillén de Guzmán.
Dejó testimonio en crónicas y documentos de la época sobre todo por haber sido amante del futuro rey Alfonso X el Sabio, hijo de Fernando III «el Santo» y de Beatriz de Suabia cuando aún era un infante heredero. En 1255, el rey Alfonso le hizo merced de un señorío, conocido como el Infantado de Huete, en tierras alcarreñas que incluía Alcocer, Cifuentes, Viana de Mondéjar, Palazuelos, Salmerón y Valdeolivas. Este infantado lo heredó su hija Beatriz y después su nieta, Blanca que posteriormente lo vendió a Alfonso de Aragón el Viejo.  Con la colaboracíón del monarca, Mayor dotó y fundó el monasterio de Santa Clara en San Miguel del Monte, una aldea despoblada en el término de Alcocer. El acta fundacional del convento, suscrito por Mayor el 22 de septiembre de 1260, fue confirmado por sus hermanos Pedro y Nuño.

## Descendencia
De su relación con el rey Alfonso X nació una hija, Beatriz de Castilla, quien llegó a ser reina consorte de Portugal, heredera de los señoríos y lugares que su padre había donado a su madre. El 31 de diciembre de 1244, Alfonso X, con el consentimiento de su padre, hizo donación de la villa de Elche a su hija Beatriz, probablemente una recién nacida, y a todos los hijos que tuviese con Mayor Guillén de Guzmán lo cual demuestra que la relación entre el monarca y su amante era estable y aceptada.

## Muerte y sepultura

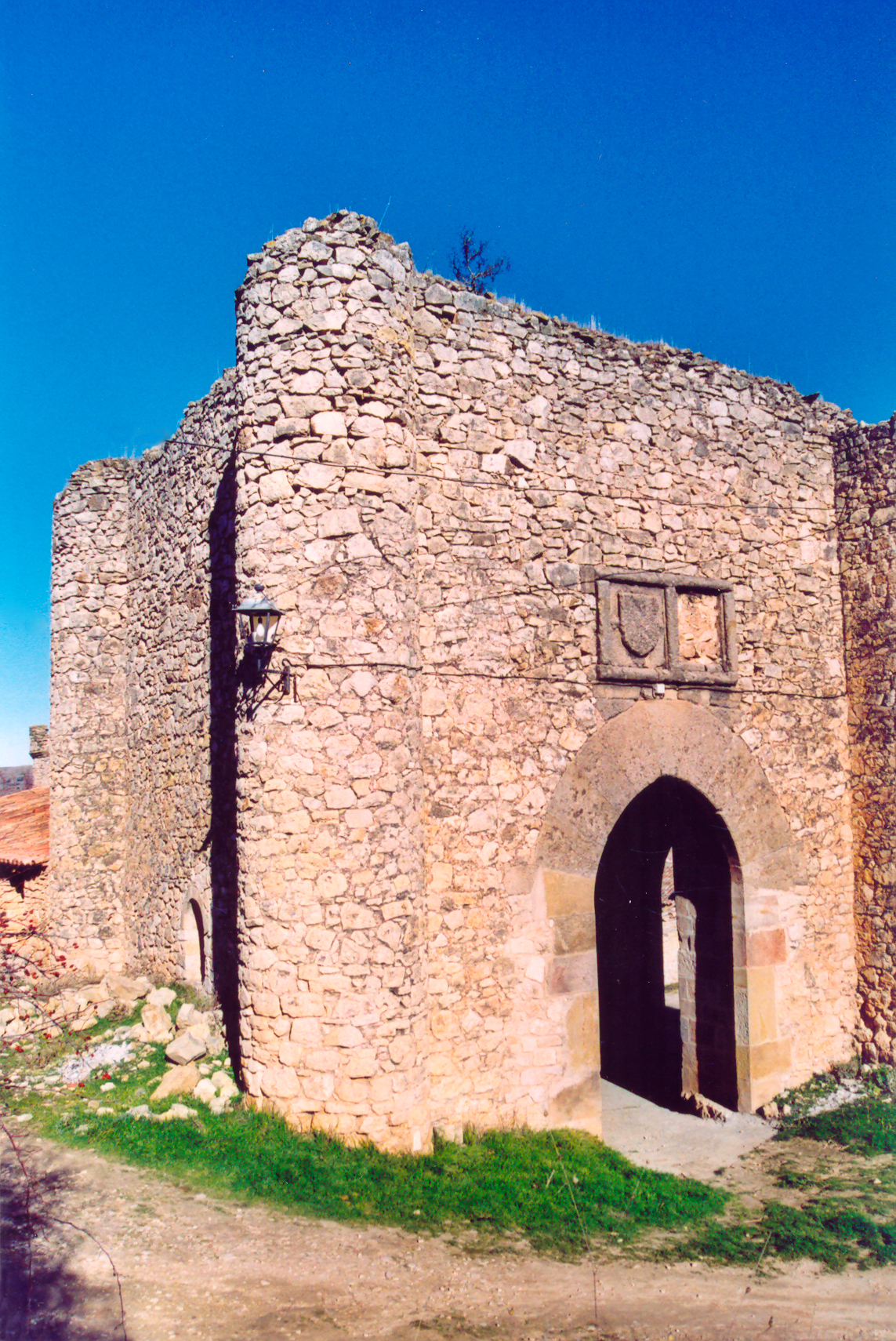
Puerta del Monte en las murallas de la ciudad medieval de Palazuelos

Mayor falleció a comienzos de 1262 y recibió sepultura en el monasterio de las Clarisas que había fundado cerca de la villa de Alcocer. Años más tarde y por encargo del rey Alfonso, el 24 de julio de 1276 se ejecutó un contrato para la fabricación, por parte del artista Juan González, de un sepulcro de madera de nogal con la imagen de Mayor en relieve y «vestida muy noble de sus paños de colores e oro y de azul y de carmín y de argent y de todos los otros colores.» El pergamino fue subastado por Christies en 2009. Tras la mudanza a la villa de Alcocer se trasladó también su cuerpo que permaneció casi en perfecto estado hasta bien entrado el siglo XX. En 1936, durante la guerra civil española, desapareció junto con una escultura hecha en madera policromada, considerada una de las mejores obras funerarias de la Edad Media en Guadalajara.